# 小行星6003
小行星6003（英語：6003）是一颗围绕太阳公转的小行星。1988年11月2日，上田清二、金田宏在钏路市发现了此天体。
这颗小行星的绝对星等为71.16398198605341等。